# Corinne Benintendi
Corinne Benintendi, née le 6 février 1963 à Draguignan (Var), est une entraîneuse et ancienne joueuse française de basket-ball.

## Biographie
Meneuse emblématique de Challes-les-Eaux qu’elle a emmené jusqu’au titre de champion de France, elle termine sa carrière de joueuse à Tarbes où elle remporte la Coupe d’Europe Ronchetti. Revenue à Challes, son club de cœur, en tant qu’entraîneuse, elle lui permet de gravir à nouveau les échelons pour retrouver l’élite. Elle est conseillère municipale de cette commune de 2001 à 2008.
Puis elle s'engage avec Saint-Amand de 2009 à 2013, année où le club finit relégué sportivement en Ligue 2. Remplacée par son adjoint, elle s'engage en NF2 avec Montbrison. Après un titre de champion de France en Nationale 2 en 2014, le club est de nouveau champion de France en Nationale 1 en mai 2015 et donc promu en Ligue 2 pour la saison 2015-2016.

## Joueuse

### Club
- 1982-1988 : AS Villeurbanne Basket Féminin
- 1988-1989 : Roquebrune
- 1988-1993 : Challes-les-Eaux
- 1993-1997 : Tarbes GB

### Palmarès
- Vainqueur de la Coupe Ronchetti en 1996
- Championne de France NF1A en 1991, 1992 et 1993
- Vainqueur de la Coupe de France en 1996
- Vainqueur du Tournoi de la Fédération en 1991 et 1993
- Meilleure joueuse française en 1995 et 1996

### Équipe de France
- 48 sélections, 292 points marqués[4]
- Première sélection le 31 mars 1984 à Saint-Georges-sur-Loire contre la Corée du Sud[4]
- Dernière sélection le 23 juin 1996 à Cagliari contre Cuba[4]

## Entraîneuse

### Club
- 1998-2009 : Challes-les-Eaux
- 2009-2013 : Saint-Amand Hainaut Basket
- 2013- : Basket Club Montbrison Féminines

## Palmarès

### En tant que joueuse
- Vainqueur de la Coupe d’Europe Liliana Ronchetti 1996 avec Tarbes
- Championne de France avec Challes en 1991, 1992 et 1993
- Vainqueur du Tournoi de la Fédération avec Challes en 1991 et 1993

### En tant qu’entraîneuse
- Champion de France NF2 : 2003, 2014
- Champion de France NF1 : 2005, 2015
- Nommée meilleur entraîneur du championnat de Nationale 1.

## Décoration
- Chevalier de l'Ordre national du Mérite[5]
- Membre de la promotion 2024 de l’académie du basket français.